# Adonisea florida
Adonisea florida là một loài bướm đêm trong họ Noctuidae.